# Anastrophyllum donnianum
Anastrophyllum donnianum là một loài rêu trong họ Anastrophyllaceae. Loài này được Hook. Stephani mô tả khoa học đầu tiên năm 1893.